# Bulkeszi
Bulkeszi vagy Bulkesz (szerbül Маглић / Maglić vagy Бачки Маглић / Bački Maglić, németül Bulkes vagy Pfalzweiler) falu Szerbiában, a Vajdaságban, a Dél-bácskai körzetben, Petrőc községben.

## Fekvése
Újvidéktől 30 km-re északnyugatra, Petrőc és Szilbács közt fekvő település.

## Története
Bulkeszi ősi magyar helység, melyet már a 13. század közepén említett a Fráter család egyik oklevele. E család ősei bácsi várjobbágyok voltak, közöttük a legrégibb ismert ős Marczel volt, kinek két fiát, Kelement és Mártont 1263-ban V. István ifjabb magyar király, hűséges szolgálataikért azzal jutalmazta, hogy 1265-ben Kezy nevű földet és nemességet adományozott nekik örökségi joggal. Kezyt, mely addig a bácsi várispánság alá tartozott, 1263-ban felmentette annak köteléke alól is. E föld az oklevél szerint nyolc falu számára is elegendő területtel bírt. Szomszédja pedig nyugatról Szent Jakab és Zyh Bach (a mai Szilbács) volt. Ezek név szerint: Szent-Iván-Keszi, Boldogasszony-Keszi, Sávoly-Keszi vagy Boulkezy, Keresztényteleke, Egres, Szent-Péter, Kastélyteleke és Matyuka-Kürt voltak. Ezek közül mára csak Szent-Péter maradt meg, Petrovácz néven, és Sávoly-Keszi Bulkeszi faluban. A nyolc falunyi földterületet, amelyet a bácsi vár alól felmentettek, Keszinek nevezték, de a nyolc falu külön birtokosától kapta megkülönböztető nevét; s így az a Keszi nevű falu, amely Sávolynak jutott, Sávoly-Keszi vagy pedig Boulkeszi nevet kapott, úgyhogy Sávoly-Kesziből Volykeszi, Bolykeszi, Boulkeszi, Bulkesz alakok lettek.
A 15. század elején Bulkesz a Garaiak birtoka volt. Garai Miklós végrendeletét 1430-ban Zsigmond király is megerősítette, a végrendelet szerint Garai Miklós nejének és fiainak többek között Belkezi és Kis-Kezit adta.
1464-ben Bwkezi Garai Jób birtoka volt.
A török hódoltság alatt a defterek is felsorolták a bácsi nahijében; 1554-ben 2, 1570. körül 3, 1590-ben pedig 7 adózó házzal.
A török hódoltság után királyi kincstári puszta lett, de 1723-ban a közeli palánkai katonai határőrvidéki milicia foglalta le a maga számára.
1717-ben itt teleltették a sereg élelmezésére szolgáló szarvasmarhákat. Nevét ekkor és 1737-ben Bulkessa-nak írták.
1728-ban már benépesített puszta volt. 1740 táján nevét Vulkesfalu pusztának írták.
1745-ben, a határőrvidék megszüntetése után újra a királyi kincstárhoz került vissza.
1786-tól 1100 nagyobbrészt evangélikus német lakossal telepítették be, 230 házban.
1789-ben egy járvány során a falu lakossága felére fogyott, sokan pedig Hajdusiczára, Ókérre és Óverbászra költöztek át.
A 20. század elején a lakosság egy része szélrosta-készítéssel foglalkozott, de posztógyár is volt a településen.
1910-ben 2899 lakosából 50 magyar, 2777 német, 55 szlovák volt. Ebből 48 római katolikus, 2823 evangélikus volt.
A trianoni békeszerződés előtt Bács-Bodrog vármegye Palánkai járásához tartozott.
A második világháború után a német lakosságot deportálták, s helyükre szerbeket telepítettek a Balkán különböző részeiről.
Bulkeszi közelében egykor több, mára már nem létező település is állt, mint Baka, Békatorok és Csimor.

### Baka
A 14. század elején egyházas helyként volt említve. 1323-ban Doroszlai Pálnak volt itt nagyobb birtoka.
1395-ben Bakamonostor néven említi egy oklevél, 1428-ban egy része pedig a Garaiak birtoka volt. A mohácsi vész alatt sem pusztult el, a háborús zavarok idején, más községekkel együtt, a gyulai vár birtokai közé került, de 1559-ben királyi rendeletre ez alól felmentették és törvényes birtokosai visszakapták.
1590-ben a török defterek a bácsi nahijébe sorozták.

### Békatorok
A bulkeszi határban, Petrőcz felé volt Békatorok község is, melyet egy 1430. évi följegyzés a Garaiak birtokaként említ, akik azt zálogjogon szerezték meg. Garai Miklós nádor a feleségének engedte át e birtokot, de a fiainak az 1432. évi osztozkodásakor azok kezén találjuk. Későbbi sorsáról hiányzanak az adatok.

### Csimor
Az eltűnt Csimor nevű falu is ezen a környéken fekhetett.
1373-1375-ben Chyomor birtokosa a Csimori Bársony család volt, de több nemes család nevében is szerepelt, 1461-től 1504-ig, mint például a Kövér és a Nagy családoknak is ez az előnevük szerepelt 1480-ban és 1486-ban.

## Népesség

### Demográfiai változások
| 1948 | 1953 | 1961 | 1971 | 1981 | 1991 | 2002 | 2011           |
| ---- | ---- | ---- | ---- | ---- | ---- | ---- | -------------- |
| 8    | 1157 | 2180 | 2226 | 2571 | 2732 | 2695 | 2695 fő (2002) |